# Kabinett Marcos III

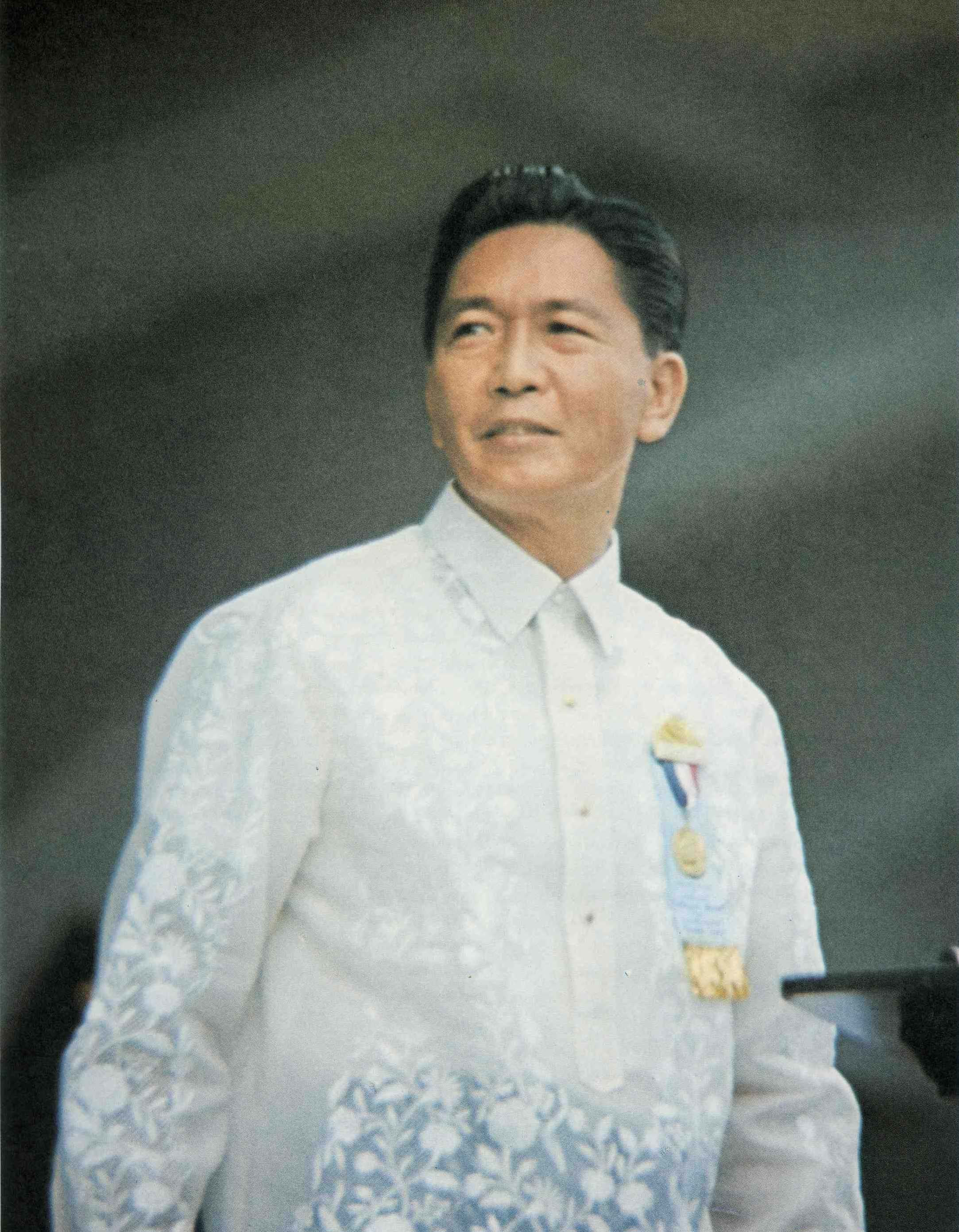
Ferdinand Marcos, Präsident der Philippinen von 1965 bis 1986

Das Kabinett Marcos III wurde auf den Philippinen von Ferdinand Marcos von der Nacionalista Party am 21. September 1972 gebildet, nachdem er den Ausnahmezustand verhängt hatte. Er regierte daraufhin mit dem dritten Kabinett Marcos aufgrund des Kriegsrechts (Martial Law) sowie der Auflösung des Kongresses weitgehend durch Präsidialdekrete. Das Kabinett Marcos III blieb de Facto bis zum 12. Juni 1978 im Amt. Daraufhin wurde mit der Konstituierenden Nationalversammlung (Interim Batasang Pambansa) wieder ein Parlament geschaffen, wenngleich Präsident Marcos bis zu seinem Machtverlust im Zuge der EDSA-Revolution am 25. Februar 1986 weiterhin diktatorisch regierte.

## Amtszeit September 1972 bis Juni 1978

### Verhängung des Kriegsrechts am 23. September 1972

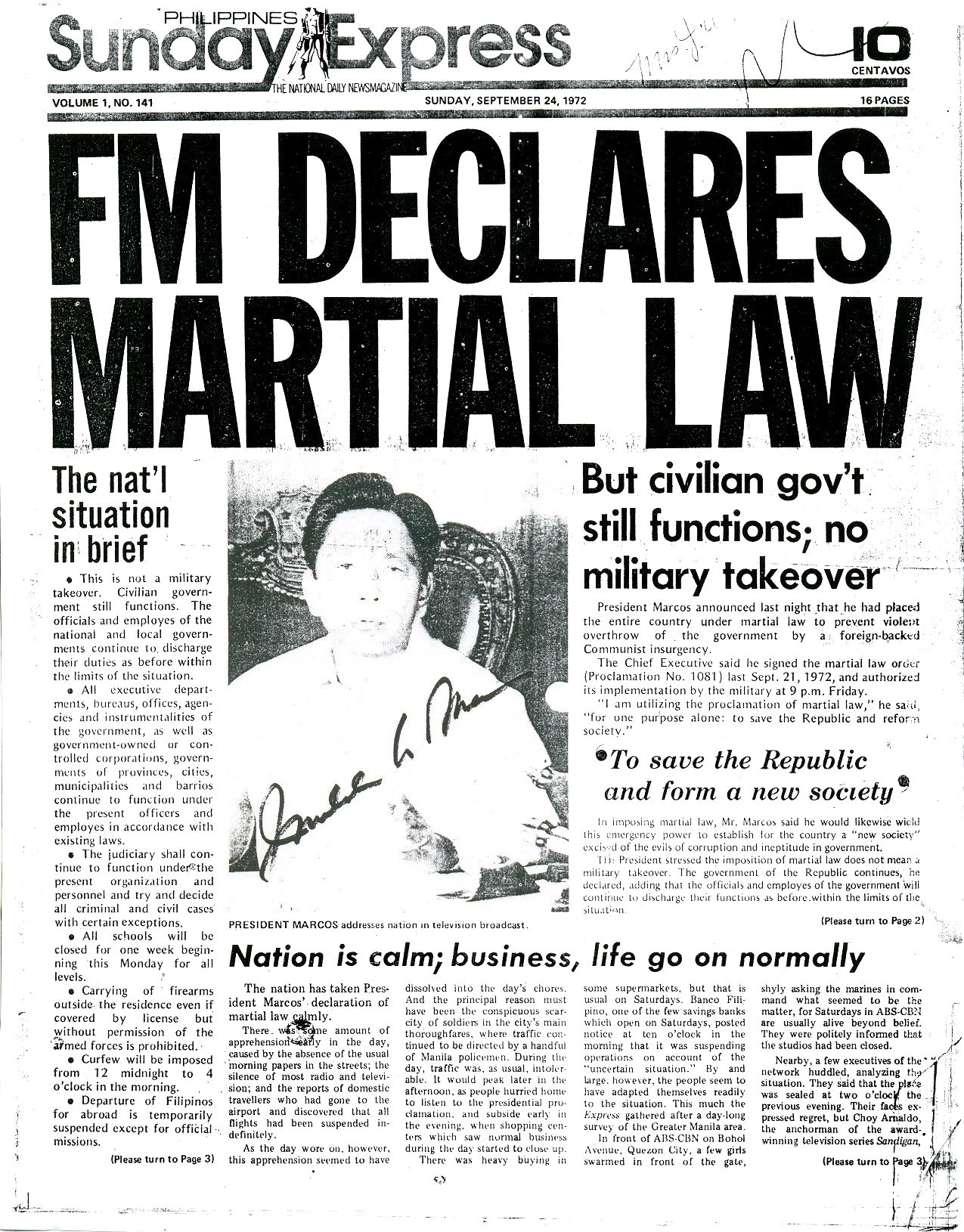
Zeitungsartikel in Sunday Express zur Verhängung des Kriegsrechts durch Ferdinand Marcos am 21. September 1972

Die Philippinen waren seit Juni 1970 von Aufständen von islamistischen Separatisten auf Mindanao geprägt. Diese wehrten sich dagegen, dass immer mehr Christen von den übervölkerten Inseln des Archipels auf das relativ dünn besiedelte Mindanao einwanderten. Terroristische Bombenanschläge auf öffentliche und private Einrichtungen und Wohnhäuser hielten an. Am 11. September 1972 traf zwei Explosionen die Zentrale der Manila Electric Company. Gegen Präsident Marcos, das Mitglied des Repräsentantenhauses Eduardo Cojuangco, Senator Jose Roy und Verteidigungsminister Juan Ponce Enrile sollten angeblich Attentatsversuche von den Rebellen durchgeführt werden. Diese Ereignisse zur Destabilisierung würden schließlich zur Rechtfertigung der Verhängung des Kriegsrechts führen. Senator Benigno „Ninoy“ Aquino, Jr., der zum hervorragendsten Kritiker der Regierung Marcos in zahlreichen Bereichen wurde, erwähnte in einer seiner Hauptreden, dass Quellen der Streitkräfte der Philippinen AFP (Armed Forces of the Philippines) ihm Pläne für den Oplan Sagittarius mitgeteilt hätten, aufgrund dessen Manila und die Umgebung unter Kriegsrecht gestellt würden. Bald darauf wurden seine Enthüllungen düstere Realität. Nach einem weiteren Jahr blutiger Unruhen, Aufständen der Linken und Massenunruhen erschien Präsident Marcos am 23. September 1972 um 19:30 Uhr Ortszeit landesweit im Radio und Fernsehen, um formell zu erklären, dass er die gesamten Philippinen um 21 Uhr Ortszeit am darauf folgenden 24. September 1972 unter Kriegsrecht stellen wird.
Die Verhängung des landesweiten Kriegsrechts erfolgte gemäß der Proklamation Nr. 1081, die er am 21. September 1972 unterzeichnet hatte. Dieses Recht wurde vom Präsidenten damit erklärt, um die Republik vor Rechtlosigkeit und zivilen Streit zu retten. Eine Bereiche glaubten, dass Marcos das Kriegsrecht vor dem Ende seiner zweiten Amtszeit verhängte. Die Verfassung der Dritten Republik von 1935 wurde außer Kraft gesetzt. Der Kongress wurde aufgelöst und Präsident Marcos regierte durch die Ausfertigung von Präsidialdekreten, Anweisungen und anderen Reglungen, die er als günstig für die Gesellschaft erachtete. Aufgrund des Kriegsrechts war Marcos Chef der Exekutive, der über Notstandsmacht verfügte. Der Präsident suspendierte auch die Regelung des Habeas Corpus, der fordert, dass ein Beschuldigter innerhalb kurzer Zeit einem Richter vorzuführen ist, und beschränkte die Rede-, Presse- und Versammlungsfreiheit. In der Folgezeit kam es zur Verhaftung von 50.000 Regimegegnern, Verbot der oppositionellen Presse, nächtlichen Ausgangssperren, vorübergehenden Schließungen der Schulen, Preiskontrollen sowie Verstaatlichung der Massenverkehrsmittel. Politische Gegner und Kritiker wurden festgenommen und inhaftiert. Unter diesen waren die Senatoren Ninoy Aquino, Jose Diokno, Ramon Mitra, Jr., Teofisto Guingona, Jose Nolledo, der Radio- und Fernsehkommentator Jose Mari-Velez und der Journalist Maximo Soliven.
Massenmedien wurden geschlossen und unter militärische Kontrolle gestellt. Einigen wurde später die Wiederöffnung erlaubt, allerdings unter strikter Zensur. Selbst öffentliche Versorgungsunternehmen und Industriebetriebe wurden beschlagnahmt und unter Kontrolle der Regierung gesetzt. Dazu gehörten Manila Electric Company (MERALCO), Philippine Long Distance Telephone Company (PLDT) und Iligan Integrated Steel Mill. Studentische Demonstrationen, öffentliche politische Treffen und Arbeiterstreiks wurden ausnahmslos verboten. Alle Schulen wurden für eine Woche geschlossen. Eine Ausgangssperre wurde von Mitternacht bis 4 Uhr morgens verhängt. Ein Reiseverbot wurde gegenüber allen Filipinos verhängt, die – außer im offiziellen Auftrag – ins Ausland reisen wollten. Dieses Verbot wurde zusammen mit der Ausgangssperre erst am 22. August 1977 aufgehoben.
Eine Gruppe von annähernd 1.000 Personen griff am 21. Oktober 1972 Marawi in der Provinz Lanao del Sur auf Mindanao an. Die Angreifer nannten sich Revolutionäre Rat für die Unabhängigkeit Mindanaos MRCI (Mindanao Revolutionary Council for Independence) und wurden vom früheren Polizeipräsidenten der Stadt geleitet. Nach dem Vorfall initiierten andererseits Nur Misuari und dessen Bangsa Moro Army (BMA) bewaffnete Aufstände in Sulu, Cotabato und Zamboanga.
Inmitten dieser Situation im Land begann Marcos mit der Umsetzung seines Landreform-Programms nach dem Präsidialdekret Nr. 27. Dieser Erlass bot allen Pächtern, deren Verpächter mehr als sieben Hektar an Reis- oder Getreidefeldern besaßen, die Möglichkeit, das Pachtland zu einem Preis zu erwerben, der dem Zweieinhalbfachen der durchschnittlichen Jahresproduktion beträgt. Der berechtigte Pächter erhielt eine Bescheinigung über die Übertragung von Grundstücken CLT (Certificate of Land Transfer), die die Anbaufläche auswies und ihm das Recht einräumte, das Land zu kaufen. Am 31. Dezember 1972 ordnete Marcos die Bildung von Barangays (Volksversammlungen) an, die in den Dörfern und Stadtbezirken zusammentreten und die Regierungspolitik durch Akklamation legitimieren sollen. Präsident Marcos unternahm zudem einige Maßnahmen gegen den wachsenden Drogenhandel. Am 3. Januar 1973 ordnete er wegen Drogenhandels die sofortige Hinrichtung von Lim Seng durch ein Erschießungskommando an. Durch eine landesweite Fernsehübertragung erreichte die Hinrichtung eine große Aufmerksamkeit und diente als Warnung für Drogenhändler.

### Verfassung von 1973 und Politik der Regierung Marcos

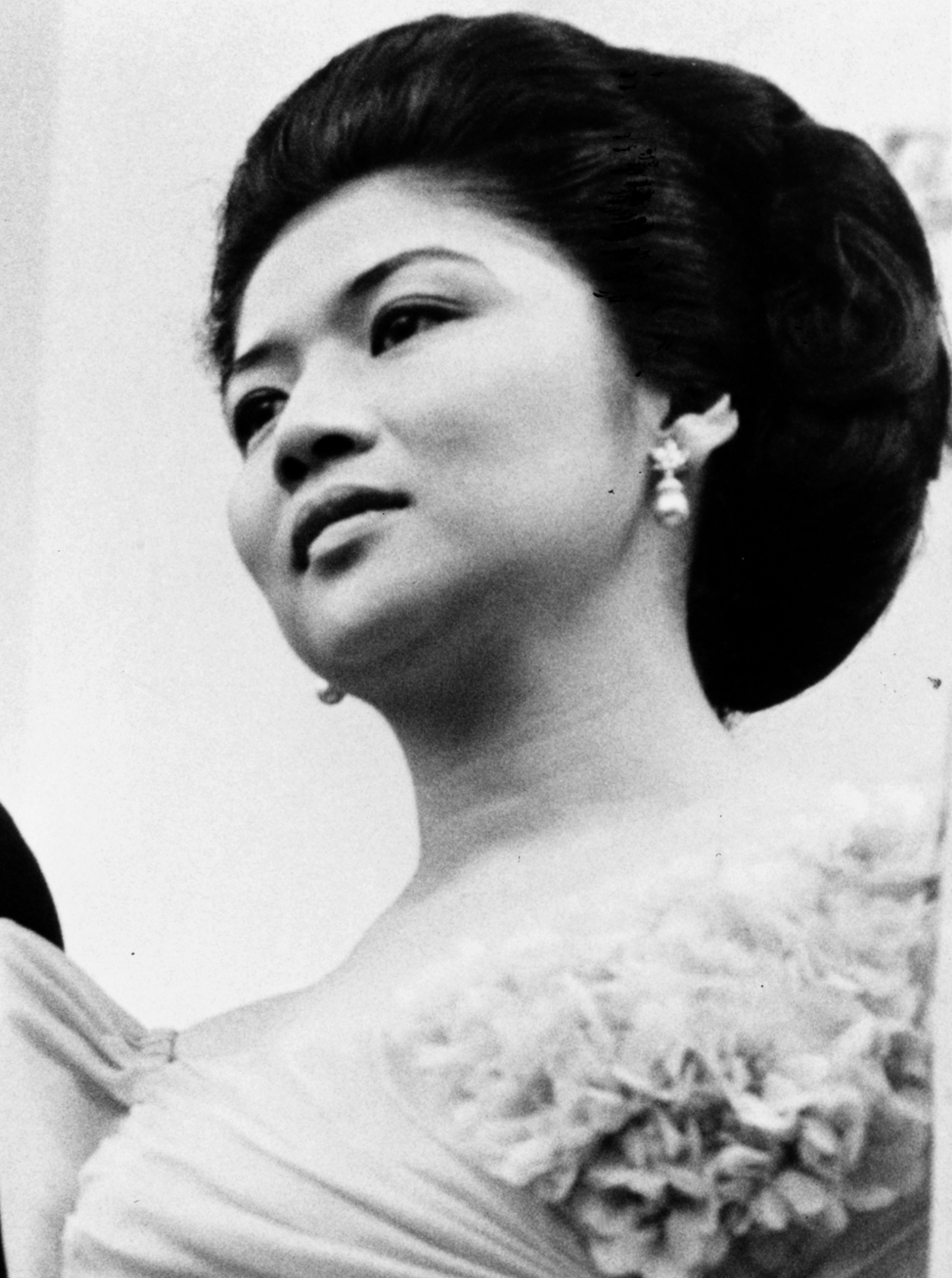
First Lady Imelda Marcos gewann als Gouverneurin der National Capital Region sowie seit 1978 als Ministerin zunehmend eigenen politischen Einfluss.

Am 31. März 1973 trat eine neue Verfassung in Kraft, die von den Barangays gebilligt wurde und dem Staatsoberhaupt der nunmehrigen „Vierten Republik“ diktatorische Vollmachten verlieh. Diese Verfassung begründete eine „modifizierte parlamentarische Form der Regierung“ mit einem Premierminister als Chef der Regierung und dem Präsidenten als zeremoniellem Staatsoberhaupt. Beide wurde durch eine aus einer Kammer bestehenden Nationalversammlung gewählt. In dem vorherigen Plebiszit, das vom 10. bis zum 15. Januar 1973 stattfand, sollen die Volksversammlungen, die sich aus den über 15-jährigen Wählern zusammensetzte, dieser Verfassung mit 95 Prozent zugestimmt haben, und zwar in offenen Gruppenabstimmungen durch Handzeichen. Die Volksversammlung selbst konnte bei einer Anwesenheit von zwanzig Prozent Beschlussfähigkeit feststellen. Am Nachmittag des 15. Januar 1973 unterzeichnete Präsident Marcos die Verfassung, wodurch die dortigen Bestimmungen in Kraft traten. Marcos blieb dadurch bis 1981 als Präsident und Premierminister unter dem Kriegsrecht mit legislativer Gewalt ausgestattet und regierte durch Dekrete. Die Übergangsbestimmungen der Verfassung legitimierten alle Dekrete, Erlasse und Verordnungen des Präsidenten und verlängerten seine Amtszeit über 1973 hinaus.
Marcos suchte die Bestätigung seiner Gesetze beim Volk durch Referenden. Ein Referendum wurde vom 27. bis zum 28. Juli 1973 abgehalten und stellte dem Volk die Frage zur Entscheidung, ob dieses Präsident Marcos über 1973 hinaus wolle. Nach offiziellen Angaben stimmten 90 Prozent der Wähler mit Ja. Präsident setzte die Erweiterung seiner Notstandsmacht aufgrund des Kriegsrechts fort, die von 92 Prozent der Wähler in einem dritten Referendum am 27. bis 28. Februar 1975 bestätigt wurden. 1975 wurde die Metro-Manila-Kommission durch das Präsidialdekret Nr. 824 gegründet. Diese Kommission hatte die Aufsicht über die Gemeindeentwicklung und Dienstleistungen in der National Capital Region (NCR), deren erste Gouverneurin First Lady Imelda Marcos wurde. Sie war dort zuständig für Bau von Gebäuden für das philippinische Volk. 1975 wurde das kuppelförmige Manila Planetarium eingeweiht. Es wurde in erster Linie für Studenten gebaut, um im Sitzen Vorlesungen über Himmelskörper zu hören. 1976 nahm das Philippine International Convention Center (PICC) den Betrieb auf. Das Gebäude wurde als die damals modernste Institution in Asien für internationale Konferenzen und Treffen angesehen.
Außenpolitisch unternahm Ferdinand Marcos Schritte zur Liberalisierung der Haltung gegenüber kommunistischen Staaten wie die Volksrepublik China (9. Juni 1975) und die Sowjetunion (2. Juni 1976). Er nahm diplomatische Beziehungen zur Sozialistischen Republik Rumänien sowie zur Sozialistischen Föderativen Republik Jugoslawien auf und erteilte die Erlaubnis zur Einreise von Handelsunternehmen und Schiffen aus kommunistischen Ländern, wodurch eine seit 1945 bestehende Einfuhrbeschränkung aufgehoben wurde.

### Proklamation der „Neuen Gesellschaft“(Bagong Lipunan)

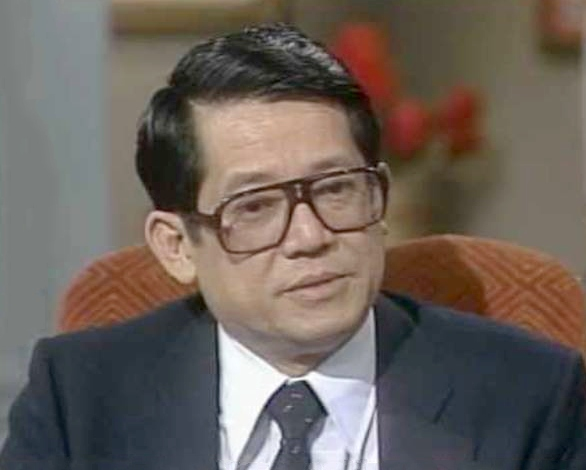
Senator Benigno „Ninoy“ Aquino, Jr. war Oppositionsführer.

Präsident Marcos erklärte, dass das Kriegsrecht nur den Auftakt zur Gründung einer „Neuen Gesellschaft“ (Bagong Lipunan) bildete, die auf neuen und sozialen Wertem basierte. Seine vorgeschlagenen Reformen zum Bau der Neuen Gesellschaft basierten auf den Akronym von PLEDGES (Verpflichtungen) und bedeuteten:
- P= Peace and Order (Friede und Ordnung)
- L= Land Reform (Landreform)
- E= Economic Development (Wirtschaftliche Entwicklung)
- D= Development of Moral Values (Entwicklung moralischer Werte)
- G= Government Reforms (Regierungsreformen)
- E= Educational Reforms (Bildungsreformen)
- S= Social Services (Soziale Dienstleistungen).

Zur Untersuchung des Missbrauchs durch Militärangehörige wurden Militärtribunale eingerichtet, die Verfahren gegen Offiziere und andere Angehörige des Militärs durchführten, die Straftaten begangen hatten. Die Volksversammlungen, die zur Ratifizierung der Verfassung und Verfassungsänderungen benötigt wurden, wurden zu den Barangays. Der Jugendrat (Kabataang Barangay)wurde später auf Kommunal-, Provinz- und Nationalebene der Regierung eingesetzt und stand unter der Leitung von Imee Marcos, der ältesten Tochter des Präsidenten. Ende 1975 wurde in jeder Stadt ein Gemeinderat (Sangguniang Bayan) eingesetzt. Der Nationale Legislative Beratungsbeirat (National Legislative Advisory Council) wurde im September 1976 geschaffen. Zur Förderung niedrigpreisigen Wohnraums für die Stadtbevölkerung wurde am 11. Juni 1978 das Programm „Neue Gesellschaft-Verbesserung von Stellen und Diensten“ (Bagong Lipunan Improvement of Sites and Services) gegründet.
Unter dem Druck US-amerikanischer Forderungen nach Menschenrechten ordnete Marcos schließlich 1978 Wahlen für eine interimistische Nationalversammlung an. Vor der Durchführung der ersten nationalen Wahl unter Kriegsrecht führte Präsident Marcos das neue Wahlgesetz 1978 ein (Election Code of 1978). Er gründete die Bewegung der Neuen Gesellschaft KBL (Kilusang Bagong Lipunan), die Kandidaten in allen Regionen aufstellte und deren Spitzenkandidatin in Metro Manila, Imelda Marcos, war. Die traditionellen Oppositionsparteien der Vergangenheit wie die Liberal Party boykottierten die Wahl. Jedoch wurde die Lakas ng Laban LABAN (Volksmacht) unter dem früheren Senator Ninoy Aquino zur führenden Gegenpartei der KBL bei den nationalen Wahlen. Der Wahlkampf der Opposition wurde von dem zum Tode verurteilten Senator Ninoy Aquino vom Gefängnis aus geleitet. Trotz Manipulationen erhielt seine Partei bei den Wahlen am 7. April 1978 40 Prozent der Stimmen, während die KBL landesweit stärkste Partei wurde.

## Kabinettsmitglieder September 1972 bis Juni 1978
Im Zuge einer im Februar 1970 angekündigten Reorganisation wurde das im März 1970 Kabinett auf vierzehn Ministerposten reduziert. Dem erweiterten Kabinett gehörten daneben zahlreiche Leiter von Behörden an.

### Minister
| Amt | Amtsinhaber                                                           | Amtszeit / Anmerkungen                                                                 |
| --- | --------------------------------------------------------------------- | -------------------------------------------------------------------------------------- |
| Präsident | Ferdinand Marcos                                                      | September 1972                                                                         |
| Vizepräsident | Fernando López N. N.                                                  | September 1972 Juni 1973                                                               |
| Exekutivsekretär | Alejandro Melchor                                                     | September 1972–Dezember 1975                                                           |
| Präsidialassistent | Juan Tuvera Jacobo C. Clave, Cesar A. Dumlao, Juan Tuvera Juan Tuvera | Dezember 1975 Amt neu geschaffen Januar 1976 –März 1976 April 1976-März 1977 März 1977 |
| Präsidialassistent September 1976: Präsidialassistent für die Exekutive                                                          | Jacobo C. Calve                                                       | April 1976                                                                             |
| Präsidialassistenten für Finanzen                                                                                                | Cesar A. Dumlao, Juan Tuvera                                          | April 1976                                                                             |
| Präsidialassistent für politische Angelegenheiten                                                                                | Gilberto M. Duavit                                                    | April 1976–März 1977                                                                   |
| Präsidialassistenten für Regierungsbestellungen                                                                                  | Victor G. Nituda, Juan Tuvera                                         | August 1976 –März 1977                                                                 |
| Präsidialassistent | Victor G. Nituda                                                      | September 1978                                                                         |
| Minister für Landwirtschaftliche Reformen                                                                                        | Conrado F. Estrella                                                   | September 1972                                                                         |
| Minister für Landwirtschaft und Natürliche Ressourcen                                                                            | Arturo Tanco, Jr.                                                     | September 1972                                                                         |
| Bildungsminister Oktober 1974: Minister für Bildung und Kultur                                                                   | Juan L. Manuel                                                        | September 1972–Oktober 1975 Dezember 1975                                              |
| Energieminister | Geronimo Z. Velasco                                                   | November 1977 Amt neu geschaffen                                                       |
| Finanzminister | Cesar Virata                                                          | September 1972                                                                         |
| Außenminister | Carlos P. Rómulo                                                      | September 1972                                                                         |
| Minister für Allgemeine Angelegenheiten Oktober 1974: Administrator für allgemeine Dienste                                       | Constancio C. Castañeda                                               | September 1972–Oktober 1975 September 1976–März 1977                                   |
| Gesundheitsminister | Clemente S. Gatmaitan                                                 | September 1972–September 1975 Januar 1976                                              |
| Ministerin für menschliche Ökologie und Siedlungen                                                                               | Imelda Marcos                                                         | Juni 1978 Amt neu geschaffen                                                           |
| Minister für Industrien Oktober 1974: Industrieminister und Vorsitzender der Investitionsbehörde                                 | Vicente Paterno                                                       | Juni 1973 – Juli 1973 November 1973                                                    |
| Justizminister | Vicente Abad Santos                                                   | September 1972                                                                         |
| Arbeitsminister | Blas Ople                                                             | September 1972                                                                         |
| Minister für Kommunalverwaltung und Gemeindeentwicklung                                                                          | Jose A. Roño                                                          | November 1972 Amt neu geschaffen                                                       |
| Minister für Nationale Verteidigung                                                                                              | Juan Ponce Enrile                                                     | September 1972                                                                         |
| Minister für natürliche Ressourcen                                                                                               | Jose J. Leido, Jr.                                                    | Juli 1974 Amt neu geschaffen                                                           |
| Minister für öffentliche Fernstraßen                                                                                             | Baltazar Aquino                                                       | August 1974 Amt neu geschaffen –Oktober 1975 Januar 1976                               |
| Minister für öffentliche Information                                                                                             | Francisco Tatad                                                       | November 1972 Amt neu geschaffen                                                       |
| Minister für öffentliche Arbeiten und Kommunikation Oktober 1974: Minister für öffentliche Arbeiten, Transport und Kommunikation | David Consunji Alfredo L. Juinio                                      | September 1972–Oktober 1975 Oktober 1975 Januar 1976 (kommissarisch bis Juni 1976)     |
| Ministerin für Soziale Wohlfahrt Ministerin für soziale Dienste und Entwicklung                                                  | Estefania Aldaba-Lim                                                  | September 1972                                                                         |
| Tourismusminister | Jose Aspiras                                                          | Juni 1973 Amt neu geschaffen                                                           |
| Minister für Handel und Industrie November 1973: Handelsminister                                                                 | Troadio Quiazon                                                       | September 1972                                                                         |
| Minister für Jugend und sportliche Entwicklung                                                                                   | Gilberto M. Duavit                                                    | Februar 1976 Amt neu geschaffen –März 1977                                             |

### Sonstige Kabinettsämter
| Amt                                                                             | Amtsinhaber                         | Amtszeit / Anmerkungen                                                           |
| ------------------------------------------------------------------------------- | ----------------------------------- | -------------------------------------------------------------------------------- |
| Administrator für wirtschaftliche Koordination                                  | Eduardo Rodriguez                   | September 1972–Oktober 1974                                                      |
| Vorsitzender des Nationalen Wirtschaftsrates                                    | Gerardo Sicat                       | September 1972–Oktober 1974                                                      |
| Vorsitzender der Nationalen Entwicklungsbehörde                                 | N.N. Ferdinand Marcos               | November 1972 Amt neu geschaffen–Oktober 1974                                    |
| Generaldirektor der Nationalen Wirtschafts- und Entwicklungsverwaltung (NEDA)   | Gerardo Sicat                       | Oktober 1974 Amt neu geschaffen                                                  |
| Vorsitzender der Energieentwicklungsbehörde                                     | Geronimo Z. Velasco                 | Juli 1976 Amt neu geschaffen –November 1977                                      |
| Vorsitzender der Nationalen Wissenschaftsentwicklungsbehörde                    | Florencio Medina Melecio Magno      | September 1972–August 1976 August 1976 (kommissarisch bis März 1977)–Januar 1978 |
| Vorsitzender der Haushaltskommission                                            | Faustino Sy-Changco Jaime C. Laya   | September 1972–Oktober 1975 Oktober 1975 (kommissarisch bis Juni 1976)           |
| Vorsitzende der Nationalen Integrationskommission                               | Mama Sinsuat                        | September 1972–August 1975                                                       |
| Sekretär zur Unterstützung des Präsidenten für nationale Minderheiten (PANAMIN) | Manuel Elizalde                     | Oktober 1974 Amt neu geschaffen                                                  |
| Vorsitzender der Kommission für den öffentlichen Dienst                         | Epi Rey Pangramuyen Jacobo C. Clave | Oktober 1974 Amt neu geschaffen–Dezember 1975 Dezember 1975–März 1977            |
| Solitor General                                                                 | Estelito P. Mendoza                 | Dezember 1975: Amt neu geschaffen                                                |

## Hintergrundliteratur
- Maria Christine N. Halili: Philippine History. 2. Auflage. 2014, ISBN 978-971-23-5636-0, S. 217 ff.
- Philippinen seit 1946. In: Der große Ploetz. Die Enzyklopädie der Weltgeschichte. Vandenhoeck & Ruprecht, Göttingen 2008, ISBN 978-3-525-32008-2, S. 1774.